# Peptoniphilus lacrimalis
Peptoniphilus lacrimalis è una specie di batterio appartenente alla famiglia delle Peptostreptococcaceae.